# Manihot esculenta
La manioca (Manihot esculenta Crantz), anche nota come cassava o yuca, è una pianta della famiglia delle Euforbiacee originaria del Sudamerica.
È un arbusto perenne coltivato per le sue radici tuberizzate commestibili, molto ricche in amido e prive di glutine, che costituiscono una parte importante della dieta quotidiana di molte popolazioni, soprattutto africane, tra le latitudini 30° Nord e 30° Sud. La radice viene preparata e cucinata in moltissimi diversi modi; tra l'altro, se ne ricava una fecola nota come tapioca.
La specie è coltivata in gran parte delle regioni tropicali e subtropicali. Con una produzione stimata dalla FAO per il 2020 in 303 milioni di tonnellate ottenute su 28,2 milioni di ettari, la manioca è la terza coltura alimentare più importante nelle aree tropicali dopo riso e mais, e la sesta al mondo, e una delle principali fonti di cibo per molte popolazioni dell'Africa sub-sahariana.
Coltura relativamente poco esigente, si adatta a quasi tutti i tipi di rotazioni e sequenze di colture e di consociazioni e può essere coltivata in sistemi estremamente diversi. Ciò la rende molto adatta alle strategie di gestione del rischio degli agricoltori che, in sistemi colturali caratterizzati da basso impiego di manodopera, devono fare i conti con suoli a limitata fertilità e condizioni climatiche, economiche e politiche altamente incerte. Inoltre, la raccolta è molto plastica e dura da sei a ventiquattro mesi, rendendo quindi le radici disponibili tutto l'anno e garantendo così una buona produzione per i periodi di magra. Oltre alla radice, le comunità coltivatrici ricavano combustibile dai fusti e foraggio dalle foglie. In alcune regioni, anche le foglie giovani sono una fonte significativa di proteine e di vitamine.
Capace di fornire un importante contributo alla sicurezza alimentare e alla riduzione della povertà, è sempre più parte di una catena del valore orientata all'approvvigionamento delle città e dell'industria. Di fronte ai cambiamenti globali e in particolare al riscaldamento globale, questa pianta ha caratteristiche di resilienza che potrebbero aumentare ulteriormente la sua importanza nei paesi tropicali.

## Storia

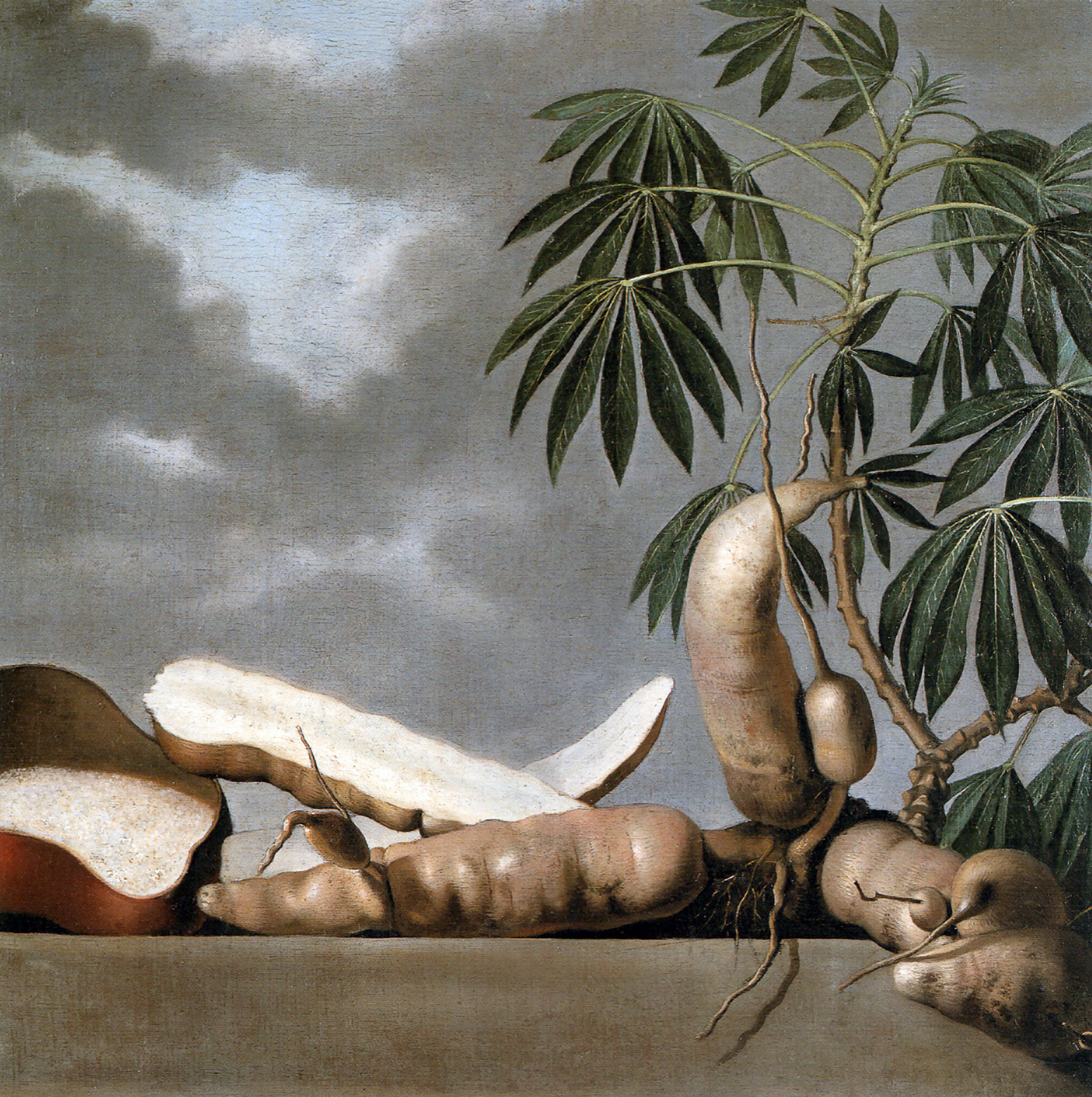
Dipinto seicentesco di Albert Eckhout nel Brasile olandese

Si ritiene che la manioca derivi dalla sottospecie flabellifolia, proveniente dal Brasile centro-occidentale. In quest'area la manioca viene coltivata probabilmente da non meno di 10.000 anni. Il ritrovamento di polline nel sito archeologico di San Andrés dimostra la presenza della manioca nel Golfo del Messico 6.600 anni fa. La più antica prova certa della sua coltivazione è stata trovata nel sito Maya di Joya de Cerén, in Salvador, e risale a 1.400 anni fa. Con il suo alto potenziale nutritivo, essa era già un alimento di base per le popolazioni originarie del Sudamerica settentrionale, della Mesoamerica meridionale e dei Caraibi, al tempo del primo contatto con gli europei nel 1492.
La manioca era un alimento di base delle civiltà precolombiane nelle Americhe ed è spesso rappresentata nelle arti indigene pre-colombiane. I Moche la dipinsero spesso nelle loro ceramiche.
Gli spagnoli, durante la loro occupazione delle isole dei Caraibi, consideravano mais e manioca inconsistenti, pericolosi e non nutrienti, preferendo cibi a loro più familiari, come il pane bianco di farina di grano. Inoltre, la farina di manioca non poteva essere utilizzata per la comunione e divenire Corpo di Cristo, in quanto «La farina di grano era il simbolo della cristianità stessa» e l'era coloniale del catechismo stabiliva esplicitamente che solo il fior di farina poteva essere usato.
Ciononostante, la coltivazione e il consumo di cassava continuarono e la produzione di massa di pane di manioca fu la prima industria cubana creata dagli spagnoli. Così poté essere garantita l'alimentazione degli equipaggi delle navi che partivano, cariche di merci, per l'Europa dai porti cubani di L'Avana, Santiago di Cuba e Baracoa. Si registravano problemi intestinali, a bordo, pare a causa della qualità della farina cubana.
La manioca fu introdotta in Africa dal Brasile da mercanti portoghesi nel XVI secolo. Nel medesimo periodo essa venne introdotta in Asia con il cosiddetto scambio colombiano da mercanti portoghesi e spagnoli e piantata nelle colonie di Goa, Malacca, Indonesia orientale, Timor e delle Filippine. Il mais e la manioca sono oggi importanti alimenti di base, che hanno rimpiazzato i raccolti originari africani. Essa è anche diventata un alimento importante in Asia, coltivato estensivamente in Indonesia, Thailandia e Vietnam. La manioca è talvolta descritta come il "pane dei tropici", da non confondere con Encephalartos, con Artocarpus altilis o con Treculia africana.

## Descrizione

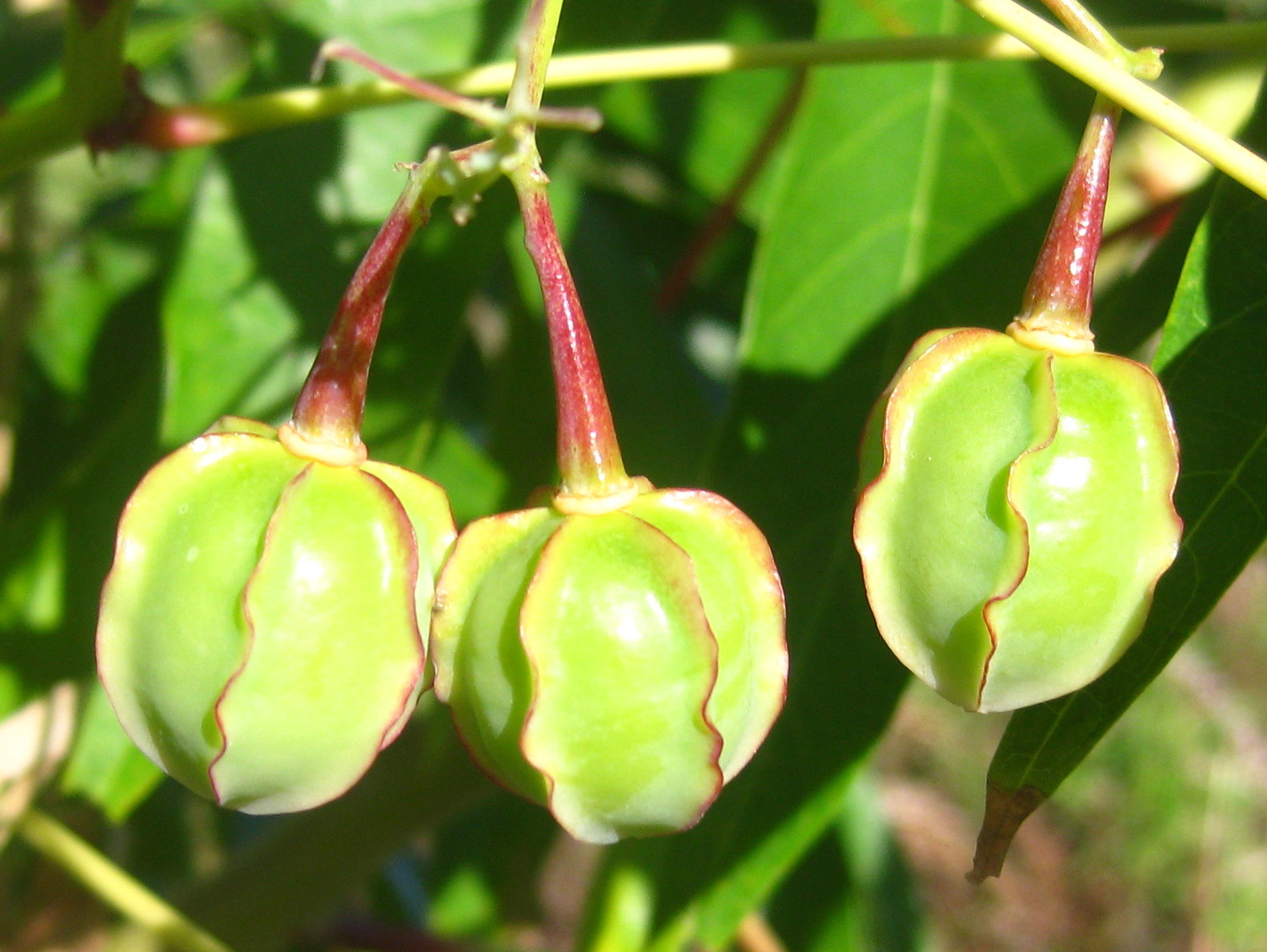
Frutti di manioca

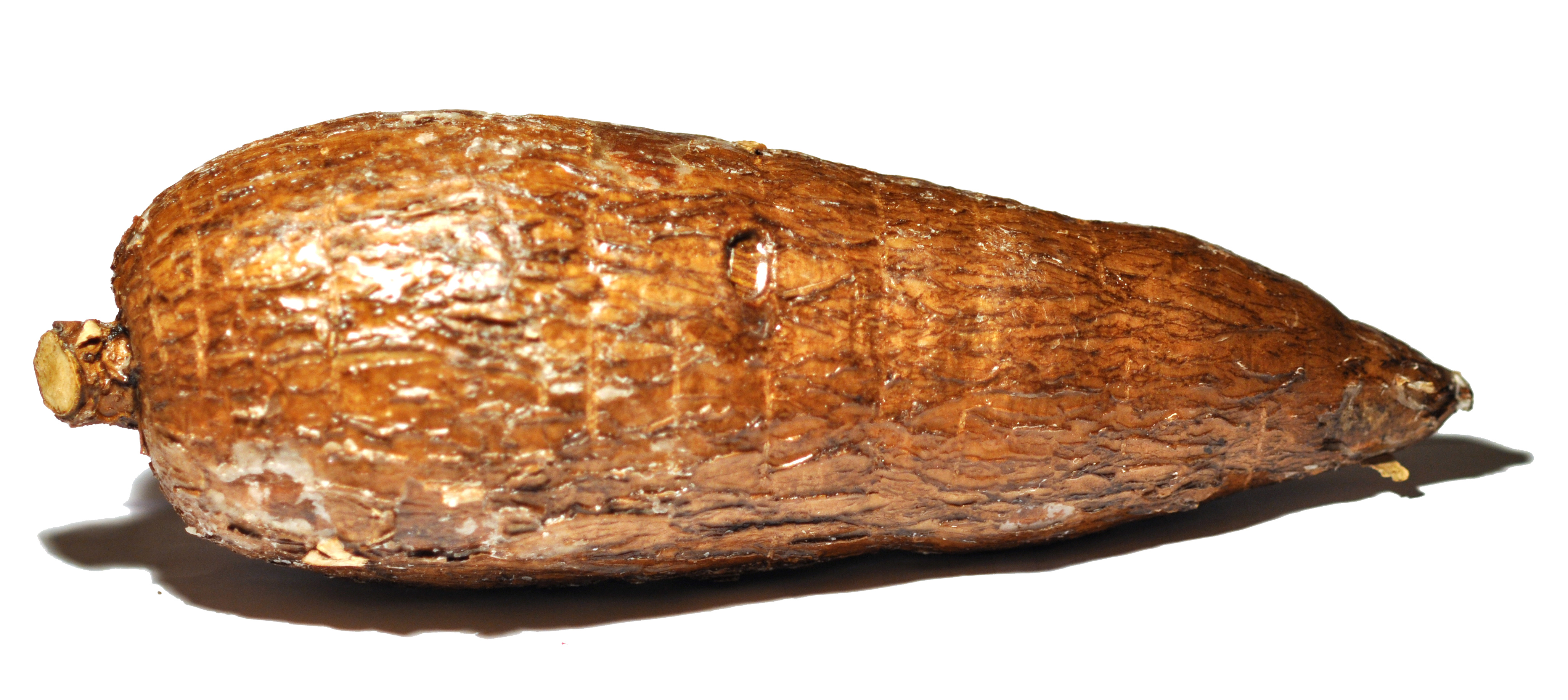
Radice di manioca

Pianta arbustiva, perenne, dicotiledone, alta da uno a cinque metri, ha rami fragili a scorza liscia. Le foglie sono semplici, alterne e caduche, costituite da lembi multilobati (da 3 a 9 lobi), lunghi da 10 a 20 cm e attaccati allo stelo da piccioli lunghi fino a 30 cm. I fiori unisessuali sono raggruppati in infiorescenze con fiori maschili in alto e femminili alla base. Il frutto è una capsula contenente tre semi. Poiché i semi germinano con difficoltà, per la produzione, si usano le talee prelevate dalla coltura precedente. A contatto con il terreno umido, la talea emette radici nodali e basali. Ogni radice primaria è un potenziale sito per immagazzinare riserve di amido, che iniziano ad accumularsi già dalle prime settimane di vita. Le radici, tuberizzate e fascicolate, lunghe fino a un metro, sono di colore scuro, biancastre e fibrose all'interno. In genere cilindriche, ma molto variabili per dimensioni e forma, con un contenuto di amido del 20-40%. Ogni pianta produce normalmente 5-10 tuberi, generalmente lunghi 30–45 cm, con un diametro di 5–15 cm e del peso di 900 – 2.300 grammi. Le cultivar differiscono in rapporto alla distribuzione dell'acido cianidrico (HCN) nelle radici: presente in quantità variabile in tutta la radice delle cultivar amare, esso si trova solo nella corteccia di quelle dolci.
La manioca è dotata di meccanismi fisiologici che le consentono una notevole resilienza agli stress idrici, ma l'eventuale carenza idrica determina una limitazione della crescita e una riduzione della sintesi dell'amido. La resa ottimale si consegue con 1.200 - 1.500 mm di pioggia (non è quasi mai irrigata), a una temperatura media di 23-24 °C, con due - tre mesi di stagione secca. Il periodo di luce ideale si colloca intorno alle 12 ore al giorno. Relativamente plastica rispetto alle condizioni edafiche, si adatta praticamente a tutti i tipi di terreno, eccettuati quelli con eccessi idrici, preferendo quelli debolmente acidi. Una tessitura del terreno leggera facilita lo sviluppo e, poi, lo sradicamento alla raccolta. Risponde bene a buone condizioni di fertilità, con rese che possono superare le 60 t/ha in terreni ricchi o con sufficiente concimazione.

## Produzione e scambi internazionali

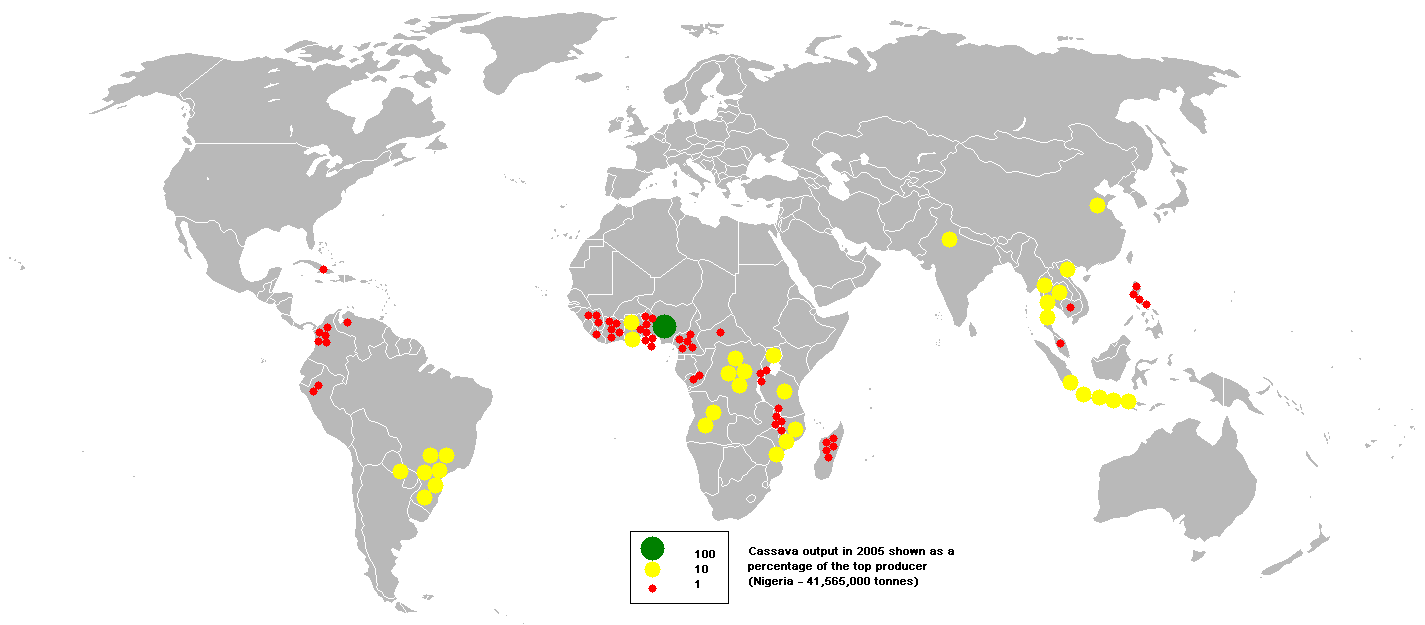
Produzione di manioca nel 2005

Nelle tabelle qui sotto sono presentati i dati di produzione relativi al 2020, l'anno più recente per il quale la FAO mette a disposizione i dati sulla produzione agricola mondiale.
In quest'anno, 95 paesi hanno prodotto 303 milioni di tonnellate su 28,2 milioni di ettari, con un resa per ettaro di 10,7 tonnellate. Nigeria, Repubblica Democratica del Congo, Tailandia, Ghana e Indonesia contribuiscono per oltre 50% della produzione. L’Africa rimane la regione con la più importante produzione (64%). Cambogia e Indonesia vantano le rese più elevate: 30,1 e 26,1 tonnellate per ettaro rispettivamente, ben al di sopra della media mondiale di 10,7 t/ha. Nell'ultimo quarto di secolo, la produzione di radici è raddoppiata (con significativi incrementi in Africa e contrazioni in Asia), a fronte della triplicazione della superficie coltivata e della relativa diminuzione delle rese (-30% a livello globale).
Gli scambi internazionali di prodotti non lavorati, con importazioni complessive di sette milioni di tonnellate, riguardano esclusivamente prodotti disidratati. Tra gli esportatori primeggiano Tailandia e Laos, tra gli importatori, Cina, Tailandia e Corea del Sud.
Tabella 1 - I 10 maggiori produttori di manioca nel 2020
| Paese        | Superficie    | Resa     | Produzione            | Peso  |
| ------------ | ------------- | -------- | --------------------- | ----- |
|              | Milioni di ha | Tonn./ha | Milioni di tonnellate | %     |
| Nigeria      | 7.738         | 7,8      | 60.002                | 19,8  |
| RD del Congo | 5.036         | 8,1      | 41.014                | 13,6  |
| Thailandia   | 1.427         | 20,3     | 28.999                | 9,6   |
| Ghana        | 947           | 23,0     | 21.812                | 7,2   |
| Indonesia    | 702           | 26,1     | 18.302                | 6,0   |
| Brasile      | 1.214         | 15,0     | 18.205                |       |
| Vietnam      | 524           | 20,0     | 10.488                |       |
| Angola       | 917           | 9,6      | 8.782                 |       |
| Cambogia     | 255           | 30,1     | 7.664                 |       |
| Tanzania     | 1.040         | 7,3      | 7.550                 |       |
| Mondo        | 28.243        | 10,7     | 302.662               | 100,0 |

Tabella 2 - La produzione di manioca nel mondo nel 2020
| Paese    | Superficie    | Resa     | Produzione            | Peso  |
| -------- | ------------- | -------- | --------------------- | ----- |
|          | Milioni di ha | Tonn./ha | Milioni di tonnellate | %     |
| Africa   | 22.461        | 8,6      | 193.625               | 64,0  |
| Americhe | 2.020         | 13,3     | 26.921                | 8,9   |
| Asia     | 3.740         | 21,9     | 81.865                | 27,0  |
| Oceania  | 21            | 11,7     | 251                   | 0,1   |
| Mondo    | 28.243        | 10,7     | 302.662               | 100,0 |

## Coltivazione
La manioca è coltivata per le sue radici tuberizzate, ricche di amido, che costituiscono una parte importante della dieta quotidiana di molte popolazioni, soprattutto africane, tra le latitudini 30° Nord e 30° Sud, con precipitazioni annuali che variano da 600 mm a oltre 4.000 mm, distribuite in una o due stagioni. Dotata di grande plasticità rispetto alle condizioni ambientali, si adatta molto meglio della maggior parte delle altre colture a suoli degradati e a periodi di siccità. Trova le condizioni più favorevoli nella fascia equatoriale, dove può essere coltivata fino a 2.000 m di altitudine. 
La manioca svolge un ruolo socioeconomico di rilievo in quanto importante fonte di cibo, di foraggio e di reddito a livello familiare, grazie alla vendita delle eventuali eccedenze di produzione, pur richiedendo poche cure durante la crescita, ad eccezione del controllo delle infestanti durante i primi mesi, con un fabbisogno di manodopera agricola più basso di tutte le colture tropicali di base. Inoltre, sotto il profilo agro-economico, presenta ulteriori vantaggi: le sue parti economicamente pregiate non sono necessarie per la riproduzione, che avviene per talea; finita la raccolta, il terreno rimane smosso quanto basta per la coltura successiva e, se trasformata in prodotti secchi, può essere immagazzinata e conservata con relativa facilità.
I principali vincoli nella produzione sono le superfici ridotte, la bassa fertilità del suolo e la malattia del mosaico. Inoltre, la sua coltivazione in terreni leggeri con pendenze eccessive può originare fenomeni di erosione anche gravi, in ragione dei lunghi tempi di copertura del terreno da parte delle giovani piante. Buone pratiche agronomiche (ridotta spaziatura tra le piante, piantumazione secondo le curve di livello, consociazione e lavorazione ridotta), utilizzate da sole o in combinazione, possono ridurre l'erosione del 50-90%.

### Agricoltura tradizionale
La manioca è spesso coltivata in ambienti fragili, come sui pendii e ai margini delle foreste. Ha la reputazione di esaurire le riserve di nutrienti del suolo e di causare una grave erosione, quando viene piantata sui pendii. La maggior parte della manioca è prodotta da piccoli agricoltori che vivono in ambienti marginali e fragili in Africa, Asia e America Latina, su terreni molto acidi e sterili (spesso inclini all'erosione), dove altre specie non crescerebbero bene. Presso i piccoli e medi agricoltori la manioca è generalmente in coltura pura, se destinata al mercato o all'industria e associata a cereali (mais, riso pluviale ed altri), leguminose (arachidi. fagioli, niébé), piante da orto, ecc.) o anche giovani piantagioni (palme da olio, alberi della gomma, ad esempio in Cina e in Viet Nam), quando prodotta per autoconsumo. Può aprire o chiudere la rotazione colturale e precedere o seguire il maggese a seconda dei sistemi colturali, delle condizioni di fertilità del terreno e dei fabbisogni delle famiglie coltivatrici. In gran parte delle pianure africane la manioca viene coltivata con il sistema taglia e brucia, di solito come ultimo raccolto in una rotazione, dopo il mais, niébé e il riso pluviale, e prima del maggese. La manioca è generalmente l'ultima coltura nella rotazione perché offrirà comunque una resa ragionevole su terreni poveri di sostanze nutritive.
La scelta della cultivar dipende dal sistema colturale (pura o associata), dalla resistenza ai virus, dalle abitudini alimentari e dal mercato. In genere, per consumo si prediligono cultivar dolci con ciclo inferiore all'anno, con elevato contenuto di sostanza secca e buona regolarità nel peso individuale delle radici (da 400 a 800 g).
L'impianto avviene all'inizio della stagione delle piogge, periodo che garantisce il miglior avvio e la crescita più rapida della coltura, ma dove le precipitazioni sono ben distribuite, può essere piantata – e dunque raccolta - in qualsiasi momento dell'anno. 
La preparazione del terreno è generalmente eseguita dopo aver pulito l'appezzamento con il taglio e l'interramento o la combustione di erbe infestanti o dei residui della coltura precedente, con la zappa, talvolta con l’uso di aratri a traino animale e non supera dunque i 20–25 cm di profondità. La domanda di nutrienti riguarda principalmente azoto e potassio, da somministrare eventualmente all'inizio del ciclo colturale. La fertilizzazione, alla quale la coltura generalmente risponde bene, è relativamente poco praticata. I produttori tradizionali limitano l'impiego eventuale di prodotti chimici quali fertilizzanti o pesticidi alle colture da reddito, che possono coprire le spese sostenute. Così, la manioca beneficia talvolta degli effetti residuali della fertilizzazione somministrata a tali colture, quando coltivate in associazione.
Nel sistema contadino, le talee sono prelevate da un vecchio appezzamento in produzione. Come tutto il materiale di propagazione vegetativa, esse possono trasmettere agenti patogeni e parassiti ed è dunque opportuno assicurare la rigorosa selezione delle piante e un trattamento fungicida-insetticida. Lunghe in genere 20 – 30 cm o con quattro o più nodi, le talee sono prelevate dalle parti ben lignificate delle piante madri. La densità di impianto e la spaziatura variano soprattutto a seconda della cultivar, del sistema di coltura, della fertilità del suolo e della destinazione d'uso. Le densità variano tra 10.000 e 20.000 piante per ettaro (in coltura pura), gli intervalli tra le file generalmente variano da 80 a 120 cm e l'interlinea da 60 a 100 cm. La talea può essere piantata, tra i cinque e i dieci centimetri di profondità, con diverse inclinazioni (verticale, obliqua, orizzontale) a seconda delle condizioni ambientali e delle tradizioni locali. L'impianto orizzontale su terreno piano è, di regola, praticato nei terreni ben drenati; alla rincalzatura si provvede nel caso di terreni esausti o troppo umidi.
Per il controllo delle erbe infestanti, è determinante la scelta della cultivar, delle colture associate e della densità di impianto. La copertura del terreno è lenta e sono necessarie da una a tre scerbature; il controllo chimico dà ottimi risultati. In Africa, il diserbo manuale richiede più di trenta giornate per ettaro.
Le malattie virali di maggiore impatto economico sono il Mosaico della Cassava e il Virus della Streak Brown della Cassava, trasmesse sia per talea che dalla mosca bianca del tabacco. Il controllo dei virus si consegue mantenendo le piante libere da agenti patogeni e con la selezione di cultivar resistenti. La malattia batterica più dannosa è la batteriosi vascolare. I metodi più efficaci ed economici rimangono l'impiego di cultivar resistenti o tolleranti, l'utilizzo di materiale vegetativo sano, il rispetto delle buone pratiche colturali e il controllo biologico. In alcune aree, roditori, scimmie e cinghiali possono causare danni anche gravi: talvolta, per scoraggiare questi predatori, i coltivatori piantano manioca amara intorno agli appezzamenti di manioca dolce.
La raccolta avviene a dieci - dodici mesi per il consumo diretto e da 18 a 24 mesi per l'industria. Le rese ottimali si ottengono da coltivazioni di 12 a 20 mesi. Le rese variano da 5 a 15 t/ha, in condizioni normali, ma possono scendere fino a 3 t/ha su terreni poveri senza fertilizzazione, e possono raggiungere le 60 t in terreni fertili. Il contenuto in sostanza secca delle radici è più elevato nella stagione secca, quando però la compattezza del terreno rende più problematico lo sradicamento. Da un ettaro di manioca si possono ottenere anche talee selezionate sufficienti per piantare 3-4 ettari; dopo la raccolta, i fusti vengono conservati in un luogo asciutto fino alla successiva semina.
Occorrono 100-120 giornate di lavoro per coltivare un ettaro di manioca. Questo non include il gravoso lavoro di essiccazione e di trasformazione in farina, che spetta tradizionalmente alla donna.

### Agricoltura moderna
La meccanizzazione delle tecniche di coltivazione è limitata. Esistono poche grandi piantagioni semi-meccanizzate in Indonesia, Malaysia e Brasile, tra gli altri. La monocoltura è, in questi casi, di regola.
Nelle coltivazioni motorizzate su appezzamenti di grandi dimensioni, la preparazione del terreno viene effettuata con uno o due passaggi di aratro, eventualmente preceduti da ripuntatura su terreni compatti, seguita da erpicatura. in Brasile, si impiegano per la piantumazione di un ettaro da due a sette ore. Per la piantumazione diretta senza lavorazione preliminare del terreno, sono spesso necessari interventi localizzati di ammorbibimento sulla linea di impianto per favorire lo sviluppo delle radici.
Nella coltivazione intensiva è necessario compensare le esportazioni di nutrienti con somministrazioni regolari di fertilizzanti. La manioca rimuove infatti notevoli quantità di nutrienti dal terreno. Con una produzione di 25 t/ha di radici vengono asportate le seguenti quantità di nutrienti: di 53,5 kg di azoto, 26,3 kg di fosforo, 105 kg di potassio oltre a 17,2 kg di calcio e 9,75 kg di magnesio. Il potassio è spesso il fattore limitante. La corretta pratica di concimazione dipenderà dal terreno in questione (e da altri fattori limitanti, come le precipitazioni), ma una raccomandazione di base generale è di utilizzare circa 500 kg/ha di fertilizzante completo (NPK) 12:12:18. In condizioni di terreno sfavorevoli, una concimazione adeguata può triplicare o quadruplicare le rese, che variano col variare della durata del ciclo, della natura del terreno e del clima. Il diserbo meccanico a trazione animale o meccanizzato mediante utensili a denti o dischi è generalmente possibile fino al terzo mese, purché le piante siano sufficientemente flessibili (da 1,0 a 1,5 m di altezza), in modo da non essere troppo danneggiate dal passaggio degli attrezzi. Il diserbo chimico può rappresentare una valida alternativa.
La raccolta della manioca è difficile da meccanizzare, per i vincoli rappresentati dalla forma e dalla distribuzione delle radici nel terreno e dalla profondità a cui si trovano. Esistono lamine rigide e flessibili, che lavorano alla profondità di 40–50 cm, rompendo il terreno e smuovendo le radici, che poi sono raccolte a mano. Queste raccoglitrici meccaniche hanno rese di circa sei ore per ettaro, con perdite spesso elevate. In Malaysia, è in uso una macchina per la raccolta della manioca che scava le radici e le carica in un rimorchio al seguito. Nelle piantagioni le rese di 30-40 t/ha sono normali e con cultivar selezionate ad alto rendimento possono superare le 50 t/ha. Rese di 40-50 t sono normali in Africa centrale, in Madagascar, in Indonesia e in Brasile.

## Occupazione e ripartizione dei ruoli all'interno della famiglia coltivatrice
In Africa, la manioca è una coltura ad alta intensità di manodopera, coltivata con attrezzi manuali tradizionali da piccoli produttori, per consumo familiare e per la vendita delle eccedenze. Sia gli uomini che le donne sono impegnati in tutte le operazioni, dalla preparazione del terreno alla raccolta; la lavorazione della manioca su piccola scala è appannaggio delle donne, sebbene la maggior parte delle attrezzature meccanizzate siano gestite da uomini. Le donne svolgono un ruolo preponderante anche nella commercializzazione, talvolta comprano la coltura o il prodotto dai mariti e da altri agricoltori e li commercializzano.
In America Centrale e meridionale, la manioca, un tempo coltura di sussistenza, è oggi coltivata principalmente come coltura da reddito. La preparazione del terreno è eseguita meccanicamente, la semina e la raccolta sono manuali, comuni l’utilizzazione dei fertilizzanti e dei pesticidi. La partecipazione delle donne si concentra sulla lavorazione e sulla vendita dei prodotti, mentre minore è la loro partecipazione alle operazioni di piantumazione, controllo delle erbe infestanti, fertilizzazione e raccolta. Minimo è il loro coinvolgimento nella preparazione del terreno, nel controllo dei parassiti e delle malattie e nelle modalità di affitto dei terreni.
In Asia, le operazioni possono essere completamente manuali, parzialmente meccanizzate o con traino animale, in particolare la preparazione del terreno, la semina e la raccolta; il diserbo è ancora manuale, ma l'uso di erbicidi sta diventando popolare. La maggior parte delle operazioni sono eseguite da entrambi i sessi. Sebbene le donne siano meno coinvolte nel processo decisionale sulla produzione di manioca e sugli investimenti agricoli complessivi, esse svolgono un ruolo importante nella produzione e nelle attività post-raccolta.

## Servizi di appoggio alla produzione
Il Centro Internazionale di agricoltura tropicale - CIAT, in Colombia, impiega oltre 300 scienziati e dispone di una grande raccolta di cultivar. Per l'Asia, il CIAT ha creato una filiale a Bangkok, in Thailandia. In Africa, l'Istituto Internazionale di Agricoltura Tropicale – IITA, (Nigeria), offre cultivar adattate a diverse condizioni edafo-climatiche e sistemi di coltivazione. Ai Caraibi, i principali istituti che lavorano per promuovere il miglioramento della produzione e della produttività della manioca sono l'Istituto caraibico per la ricerca e lo sviluppo dell'agricoltura - CARDI e l'Istituto Interamericano per la cooperazione agricola - IICA. In Europa sono attivi il Centro di cooperazione internazionale di ricerca agronomica per lo sviluppo – CIRAD e l'Istituto per lo sviluppo – IRD, in Francia; l'Università Cattolica di Lovanio in Belgio e l'Istituto per le risorse naturali - NRI in Gran Bretagna. Esistono poi numerosi programmi nazionali coinvolti nella creazione e diffusione delle cultivar.

## Sicurezza alimentare
Nelle regioni tropicali e subtropicali, la manioca è una coltura importante per la sicurezza alimentare e per l'industria. Formidabile produttrice di calorie e proteine (se si includono le parti aeree) per unità di terra e di lavoro, è la terza fonte di energia, per consumo umano nel mondo, dopo il mais e il riso. Coltivata in un centinaio di paesi tropicali, rappresenta una componente fondamentale della dieta per oltre 800 milioni di persone - di cui 500 milioni in Africa - e la sua produzione è in costante aumento. In queste regioni, la manioca è molto più produttiva dei cereali, soprattutto in suoli impoveriti e marginali, con una resa media annua di 3 t/ha di sostanza secca contro meno di 1 t/ha per i cereali.
Coltura relativamente poco esigente che consente a milioni di piccoli agricoltori di sfamare le proprie famiglie, si adatta a quasi tutti i tipi di rotazioni e sequenze di colture e di consociazioni e può essere coltivata in sistemi estremamente diversi. Essa consente una grande flessibilità nell'impiego di manodopera e nell'allocazione delle risorse in generale. Ciò rende la manioca molto adatta alle strategie di gestione del rischio degli agricoltori che, in sistemi colturali caratterizzati da basso impiego di manodopera, devono fare i conti con suoli a bassa fertilità e condizioni climatiche, economiche e politiche altamente incerte. Inoltre, la raccolta è molto plastica e dura da sei a ventiquattro mesi, rendendo quindi le radici disponibili tutto l'anno e garantendo così una buona produzione per i periodi di magra, ad esempio prima del nuovo raccolto di cereali. Oltre alla radice, le famiglie coltivatrici ricavano combustibile dai fusti e foraggio dalle foglie. In alcune regioni (Africa, America Latina), anche le foglie giovani sono una fonte significativa di proteine e di vitamine.
Capace di fornire un importante contributo alla sicurezza alimentare e alla riduzione della povertà, è sempre più parte di una catena del valore orientata all'approvvigionamento delle città e dell'industria. Di fronte ai cambiamenti globali e in particolare al riscaldamento globale, questa pianta ha caratteristiche di resilienza che potrebbero aumentare ulteriormente la sua importanza nei paesi tropicali.
All'interno delle famiglie coltivatrici, che forniscono il grosso della produzione almeno in Africa, uomini e donne svolgono ruoli diversi, ma hanno un potere decisionale diseguale, nonché differenze nell'accesso e nel controllo delle risorse produttive agricole. Come risultato di queste differenze, le loro opinioni, bisogni e priorità per migliorare il loro potenziale produttivo differiscono e ciò potrebbe influire negativamente sullo sviluppo delle attività.

## Usi

### Impiego alimentare

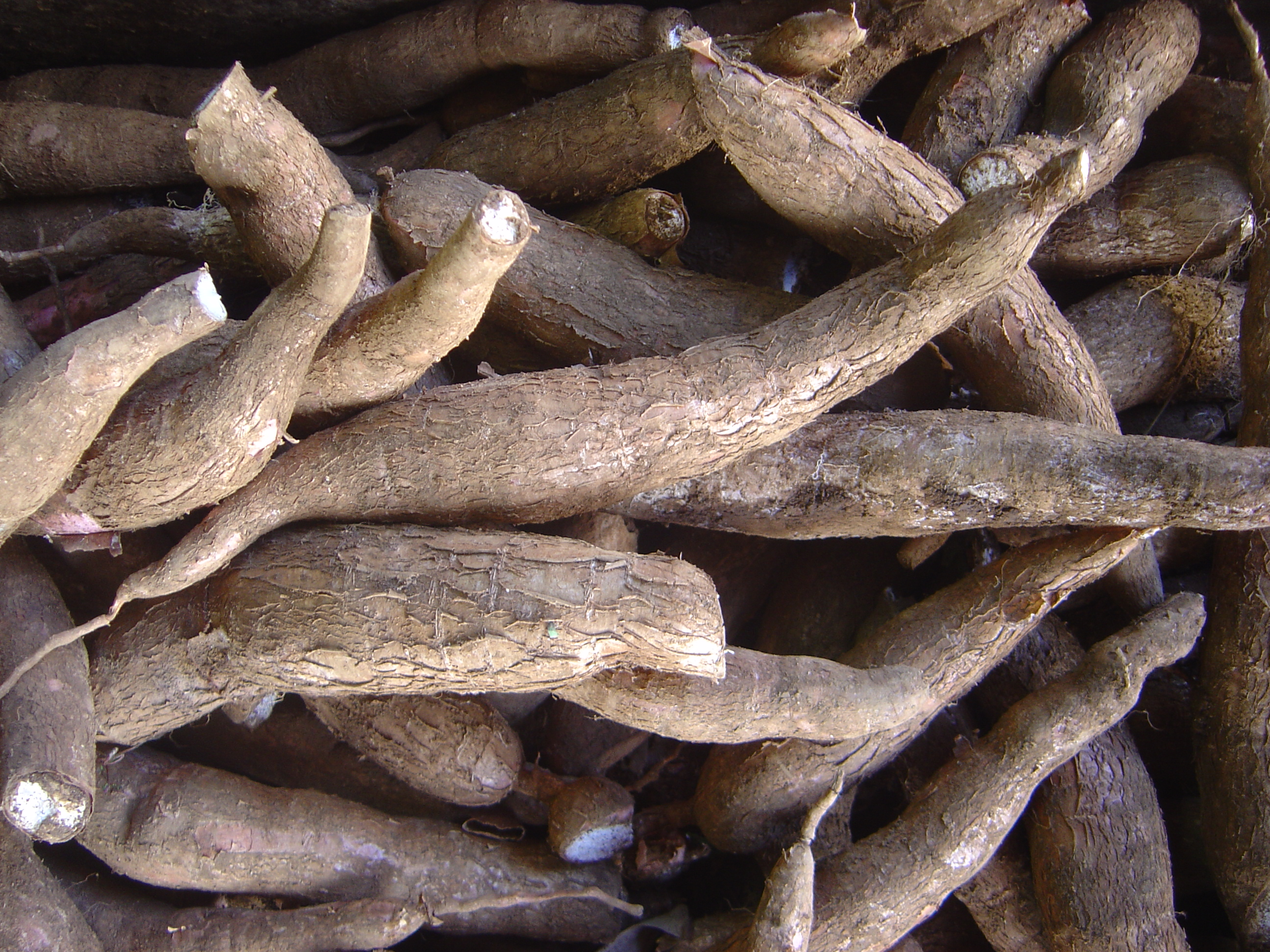
Radici di manioca

#### Preparazione

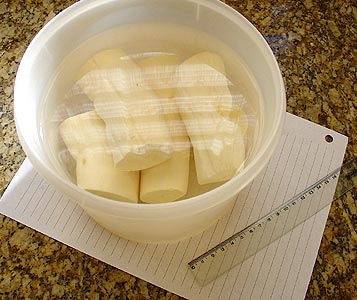
Radice di manioca pelata

La radice di manioca può essere cucinata in una grande varietà di modi, molti dei quali identici a quelli impiegati per le patate. La si può mangiare bollita, eventualmente schiacciata in forma di purè; dopo la bollitura o la cottura a vapore può essere affettata o ridotta in piccoli pezzi e fritta come le patatine o arrostita come le patate al forno.
La manioca può essere anche pestata in impianti tradizionali, chiamati casas de farinha per ottenere una fecola o farina insapore nota come tapioca, simile al sago, che ha diversi impieghi; la si può utilizzare per creare un dolce simile al budino di riso, o per realizzare alimenti simili al pane e altri derivati della farina di grano. Per questo motivo, la tapioca (o farina di manioca) compare fra gli ingredienti di molti prodotti dietetici pensati per le persone affette da celiachia o altre forme di intolleranza al glutine. Dalla polpa della radice di manioca, schiacciata e fatta fermentare, si possono ottenere anche bevande alcoliche.

#### Piatti tradizionali

##### Caraibi
In diversi paesi dei Caraibi con la tapioca si produce un alimento simile al pane, chiamato casabe in Repubblica Dominicana e Porto Rico; a Haiti lo si mangia con burro di arachidi o latte, in Porto Rico con olio e aceto. La farina di manioca viene usata anche per fare alcune varianti locali della empanada: due esempi sono la catibía dominicana e le pasteles portoricane, ripiene di manzo, pollo o maiale (un piatto tipicamente natalizio). In Giamaica con la tapioca si realizza il tradizionale bammy, un pane basso originariamente tipico dell'etnia arawak. Altre ricette caraibiche a base di tapioca sono la musa (o moussa) haitiana (fatta con tapioca bollita), il sancocho dominicano (un bollito misto di verdure) e le arepitas de yuca dominicane (fettine di radice di manioca fritte).

##### America Centrale
In El Salvador, Costa Rica e altri paesi dell'America centrale la manioca (chiamata yuca) viene usata per preparare zuppe, bollita o fritta. Fra i piatti tipici salvadoregni a base di manioca si possono citare la yuca frita con chicharrón (manioca fritta nell'olio servita con una salsa chiamata curtido e carne di maiale o sardine) e il pan con pavo, un panino fatto con farina di manioca, di forma simile a una baguette, farcito con carne di tacchino marinata. In Costa Rica sono molto diffusi panini di manioca con carne di maiale e lime. A Panama si mangia un panzerotto fritto di farina di manioca ripieno di carne speziata, che prende il nome di carimanola. In Nicaragua la manioca si usa in almeno tre ricette tradizionali: il Vigorón, i buñuelos e il vaho.

##### Sudamerica
In Bolivia la manioca (anche qui chiamata yuca) si mangia in moltissimi modi. Fritta viene spesso accompagnata con una salsa piccante nota come llajwa, formaggio, o choclo (mais essiccato). I piatti tipici brasiliani in cui si impiega la manioca (qui chiamata mandioca, macaxeira o aipim a seconda delle zone) sono moltissimi: dalla vaca atolada (un bollito di carne e manioca) al pirão (pezzetti di pesce cotti nella farina di manioca, farinha de mandioca), al pão de queijo (un pane al formaggio); cotta da sola, la farina di manioca viene chiamata farofa, e costituisce uno degli elementi principali dell'alimentazione quotidiana del brasiliano medio. Sempre in Brasile la manioca bollita viene usata per fare un budino dolce molto popolare. In Colombia con la manioca si fa il sancocho (come a Santo Domingo), un tipo di pane chiamato pandebono, un panzerotto chiamato bollo de yuca, servito con burro e formaggio, e un dessert a base di manioca, anice, zucchero e marmellata di guava detto enyucado. In Ecuador la manioca viene mangiata bollita o affettata e fritta (yuquitos), e diversi tipi di pane e panzerotto come i bolitos de yuca (in genere ripieni di formaggio). La popolazione Pano, Arawac e Tupi-Guarani del Rio delle Amazzoni dalla manioca ricava una bevanda fermentata chiamata masato. Nel Paraguay la manioca si mangia a tutti i pasti, in genere bollita o nella forma di chipa (un pane al formaggio che si prepara nelle festività). Nel Venezuela si trova lo stesso pane di manioca di Santo Domingo, il casabe; qui viene però solitamente cotto più a lungo, fino a raggiungere la consistenza dei cracker, eccetto quando lo si usa per fare panini (come il naiboa). In alcuni paesi (per esempio nella Guyana) il succo della manioca amara viene bollito fino a fargli raggiungere la viscosità di uno sciroppo e poi insaporito con spezie; la salsa che se ne ottiene, nota come cassareep, serve come base per la preparazione di diverse salse e condimenti, ed è alla base di uno dei piatti nazionali della Guyana, il pepperpot guyanese.

##### Africa

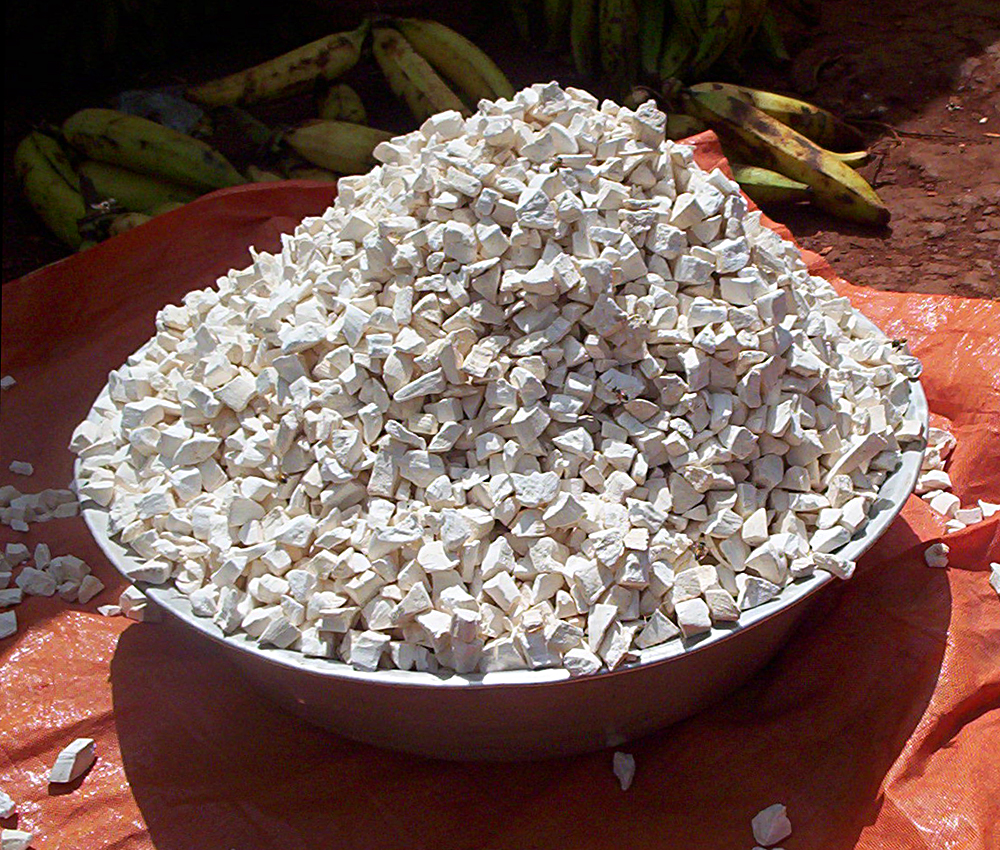
Manioca essiccata in vendita (Abong-Mbang, Camerun)

In Nigeria, Sierra Leone e altri paesi dell'Africa occidentale, la manioca viene solitamente pelata, schiacciata, lasciata fermentare, fritta e quindi messa a bollire in acqua, fino a formare una pastella spessa; questa ricetta prende il nome di garri o eba. In Sierra Leone vengono usate come alimento anche le foglie della pianta; vengono lavate ripetutamente per renderle meno amare, e poi pestate insieme con l'olio di palma per realizzare una salsa. In Africa centrale la manioca viene generalmente bollita e poi pestata in una sorta di purè o porridge chiamato fufu o cuscus, che viene talvolta poi ulteriormente elaborato (per esempio mischiato a spezie e poi cotto); viene anche cucinata alla griglia dopo essere stata marinata per alcuni giorni in acqua salata. Nell'Africa swahili, dove la manioca è nota come mihogo, la si fa soprattutto fritta a pezzetti, talvolta con una salsa chiamata pilipili, ottenuta dalla cottura di peperoncini piccanti in olio di palma. Nelle campagne si prepara un porridge di manioca, che viene chiamato ugali in Tanzania, nshima in Zambia e mwanga dai Kikuyu del Kenya. In Repubblica Centrafricana esiste una grande varietà di ricette basate sulla manioca, che viene usata anche per fare pane e biscotti. Anche in questa zona dell'Africa si mangiano anche le foglie della pianta, dopo averle bollite a lungo per eliminarne le proprietà tossiche; il sapore di questo piatto, chiamato gozo nella lingua sango, è simile a quello degli spinaci. Un piatto tipico della Costa d'Avorio a base di polpa fermentata di manioca grattugiata o fatta a granelli è l'attiéké, spesso servito come accompagnamento di carni stufate.

##### Asia
In India la manioca si mangia spesso con piatti al curry, insieme con pesce o carne; due esempi sono il kappayum meenum (letteralmente "manioca con pesce") e il kappa biriyani ("manioca con carne"), molto popolari nello stato di Kerala. In Indonesia la manioca si chiama singkong e viene bollita, fritta o cotta al forno; fermentandola e mischiandola con lo zucchero si ottiene una bevanda alcolica di colore verde chiamata es tape. A Giava si mangia un piatto a base di radice di manioca essiccata chiamato gaplek, ma anche le foglie della pianta sono usate in molte ricette: per esempio nel gulai daun singkong (foglie di manioca in latte di cocco), nell'urap (un'insalata mista) e nel buntil (un involtino vegetariano). Nelle Filippine la manioca viene bollita con lo zucchero e usata per fare torte e altri dolci.

#### Prodotti derivati
- Perle di tapioca

### Altri usi
La manioca ha applicazioni nella medicina tradizionale di alcuni dei paesi in cui è coltivata. Le radici delle varianti amare sono usate per trattare la diarrea e la malaria.
Le foglie possono essere impiegate come analgesici e per ridurre l'ipertensione. I cubani impiegano la manioca nel trattamento dei sintomi della sindrome del colon irritabile.
In moltissimi paesi (per esempio Thailandia, Cina, Nigeria e Brasile) i tuberi e i fusti della manioca sono usati come alimento per gli animali da allevamento. I fusti vengono raccolti in fase giovanile (dopo tre - quattro mesi di crescita) quando hanno raggiunto una altezza di circa 30÷45 cm. Vengono poi fatti essiccare al sole per uno o due giorni fino a quando il contenuto finale di materia secca si avvicina all'85%. Questo materiale ha un alto contenuto di proteine (20÷27 %) e di tannini condensati (1,5÷4 %) ed è considerato una buona fonte di crusca per i ruminanti.

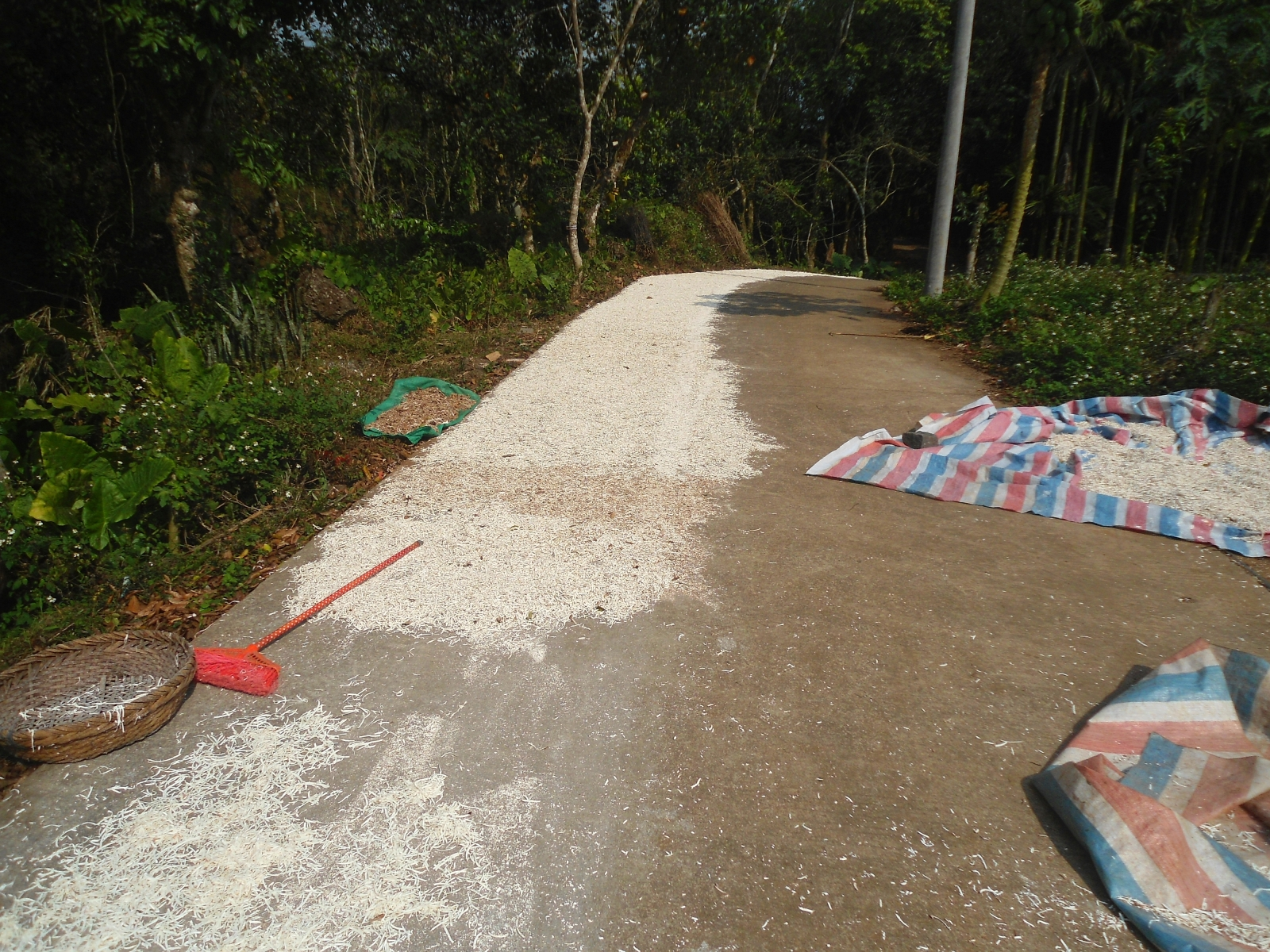
"Fieno" di cassava in essiccazione lungo una strada

In Repubblica Centrafricana la manioca viene anche utilizzata per realizzare una sorta di vernice utilizzata per imbiancare le pareti esterne degli edifici.
La manioca è anche un ingrediente di molti appretti per inamidare durante la stiratura, disponibili in commercio.
In diversi paesi sono stati avviati progetti di ricerca per valutare i possibili impieghi della manioca per la produzione di biocarburante.

### Tossicità potenziale

#### Presenza di sostanze cianiche
Le radici di manioca, le bucce e le foglie non devono essere consumate crude poiché contengono glicosidi cianogenici, linamarina e lotaustralina. Questi vengono decomposti dalla linamarasi, un enzima della manioca che libera acido cianidrico (HCN). Le varietà di manioca sono spesso categorizzate come "dolci" o "amare", significando rispettivamente prive o contenenti glicosi cianogenici. Le cultivar delle cosiddette "dolci" (effettivamente non amare) possono produrre qualcosa come 20 milligrammi di cianuro (CN) per chilogrammo di radici fresche, mentre quelle "amare" possono produrne più di 50 volte tanto (1 g/kg). Le radici di manioca cresciute durante la siccità hanno un tasso particolarmente elevato di queste tossine. Una dose di 25 mg di glucoside cianogenico di pura manioca, che contiene 2,5 mg di cianuro è sufficiente a uccidere un topo. Si sa che un eccesso di cianuro residuo da una preparazione non adeguata di manioca causa un'intossicazione acuta di cianuro, e il gozzo, ed è stato associato all'atassia (una patologia neurologica che colpisce la capacità di camminare, conosciuta anche come konzo).
Esso è stato anche associato alla pancreatite tropicale calcifica nelle persone, che conduce alla pancreatite cronica.
I sintomi di intossicazione acuta da cianuro compaiono quattro o più ore dopo l'ingestione di manioca grezza o male trattata: vertigine, vomito e collasso. In alcuni casi la morte sopraggiunge entro un paio d'ore. L'intossicazione può essere facilmente trattata con iniezioni di tiosolfato (che rende lo zolfo disponibile all'organismo del paziente per disintossicarlo convertendo il velenoso cianuro in tiocianato).
«L'esposizione cronica a bassi livelli di cianuro è associata allo sviluppo del gozzo e all'atassia neuropatica tropicale, un'indisposizione che danneggia i nervi e rende una persona instabile e scoordinata. Grave avvelenamento da cianuro, particolarmente durante le carestie, è associato con l'epidemia di disturbi debilitanti e paralizzanti irreversibili denominati konzo e in alcuni casi anche la morte. L'incidenza del konzo e della neuropatia atassica tropicale può raggiungere, in certe zone, anche il tre per cento.».
Durante la carestia in Venezuela alla fine degli anni 2010, si sono verificate dozzine di decessi dovuti al ricorso dei venezuelani al cibo costituito da manioca "amara" per sopperire alla carestia.
Le società che si nutrono abitualmente di manioca sanno in genere che questa deve essere sottoposta a qualche processo (ammollo, cottura, fermentazione, ecc.) per evitare di intossicarsi. Un ammollo breve (quattro ore) della manioca non è sufficiente, ma uno di 18–24 ore può rimuovere fino alla metà del contenuto in cianuro. Anche l'essiccazione può non essere sufficiente.
Per alcune radici piccole delle varietà "dolci" la cottura è sufficiente a eliminare la tossicità. Il cianuro viene rimosso nella preparazione in acqua e le quantità prodotte a seguito del consumo domestico sono troppo piccole per avere un impatto ambientale. Le radici grosse delle varietà "amare" usate per produrre farina o amido devono subire un processo di eliminazione del cianuro. Le grosse radici vengono pelate e macinate in farina, che viene immersa in acqua, spremuta poi più volte fino ad asciugarla e riscaldata a temperatura opportuna. I grani di amido che galleggiano in superficie durante il processo di ammollo vengono usati nella cottura. La farina viene utilizzata in tutto il Sudamerica e nei Caraibi. La produzione di farina di manioca, anche a livello di attività di nicchia, può generare una quantità sufficiente di cianuro e glicosidi cianogenici negli scarichi da provocare un grave impatto ambientale.

#### Preparazione del cibo

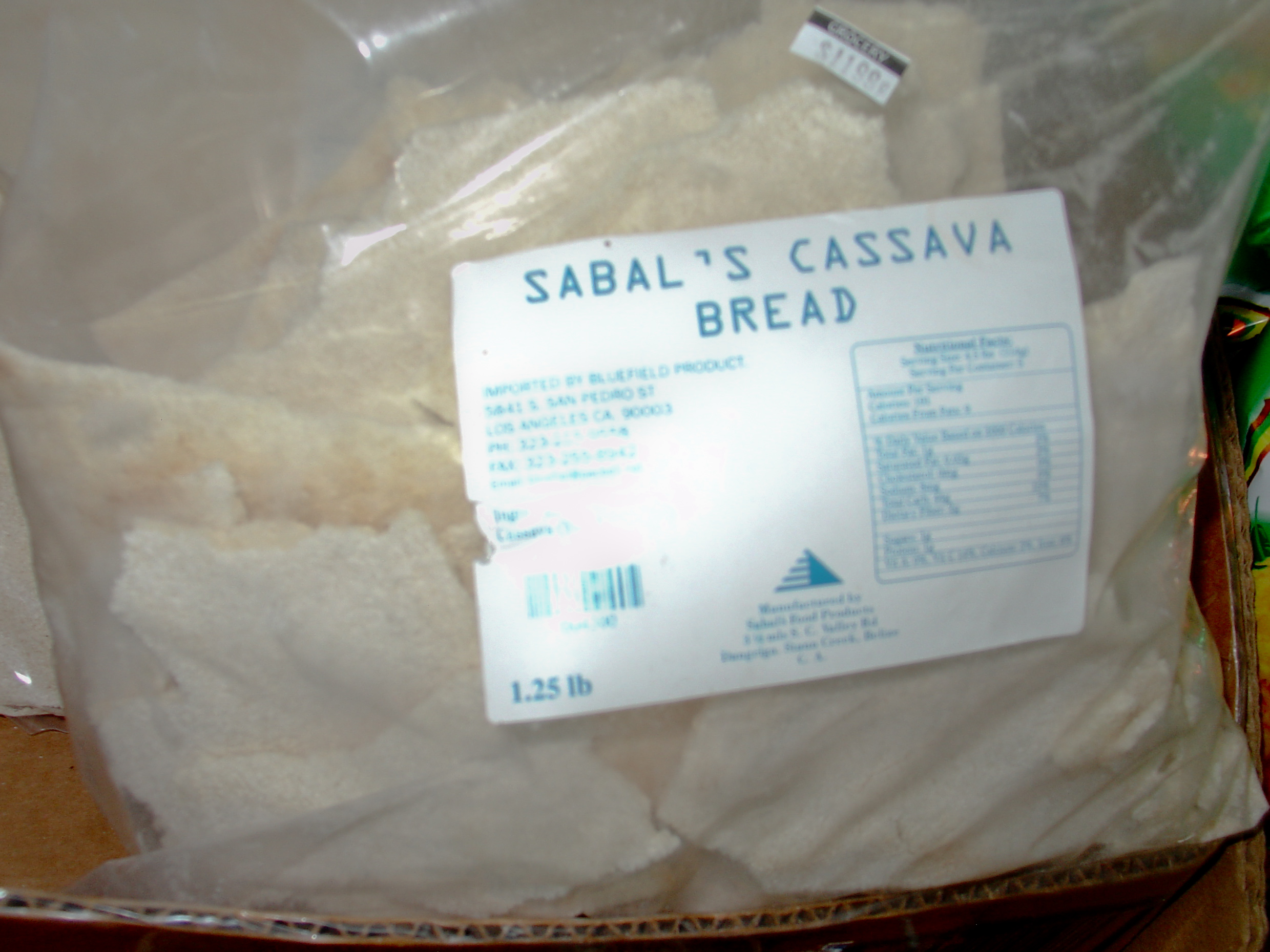
Pani di cassava

Un metodo di procedimento sicuro, noto come wetting method è quello di miscelare farina di manioca e acqua formando una pasta spessa e quindi lasciare quest'ultima all'ombra per cinque ore in uno strato sottile allargato su un cesto. In questo tempo circa l'83% dei glicosidi cianogeni sono decomposti dalla linamarase; il risultante acido cianidrico si disperde nell'atmosfera, rendendo sicura per il consumo la farina nella sera stessa.
Il metodo tradizionale in uso nell'Africa occidentale è quello di pelare le radici e metterle in acqua per tre giorni a fermentare. Le radici quindi in Costa d'Avorio vengono essiccate o cotte. In Nigeria e in numerosi altri paesi africani, tra cui il Ghana, il Camerun, il Benin il Togo, la Costa d'Avorio e il Burkina Faso, le radici vengono abitualmente grattugiate e fritte leggermente in olio di palma per preservarle. Ne risulta un alimento chiamato garri. La fermentazione è anche usata in altri paesi come l'Indonesia, producendo pani detti tapai. Il processo di fermentazione riduce anche il livello di composti antinutrizionali e rende così la cassava un cibo più nutriente.
L'assegnamento sulla manioca come fonte alimentare e la conseguente esposizione agli effetti goitrogeni del tiocianato è stato responsabile per l'affezione endemica del gozzo, riscontrata nella zona degli Akoko nel sudovest della Nigeria.
Un progetto chiamato "BioCassava Plus" utilizza la bioingegneria per coltivare la manioca con un più basso tenore di glicosidi cianogeni insieme con il rafforzamento alimentare con vitamina A, ferro e proteine per migliorare la nutrizione delle popolazioni dell'Africa subsahariana.

## Avversità
In Africa, i principali nemici delle coltivazioni di manioca sono tradizionalmente la cocciniglia Phenacoccus manihoti e l'acaro Mononychellus tanajoa, che fino agli anni settanta-ottanta erano responsabili dell'80% delle perdite di piante; importanti progressi nella lotta a questi infestanti sono stati raggiunti negli ultimi decenni dal Biological Control Centre for Africa.
Il virus del mosaico della manioca è un virus simile a quello del tabacco, e trasmesso da alcune specie di insetti. Negli anni ottanta ha cominciato a diffondersi a partire dall'Uganda una mutazione del virus che è risultata essere ancora più dannosa; oggi questa mutazione affligge le coltivazioni di Uganda, Ruanda, Burundi, Repubblica Democratica del Congo e Repubblica del Congo.